# Alophophion filicornis
Alophophion filicornis là một loài tò vò trong họ Ichneumonidae.